# Eleições estaduais no Rio Grande do Norte em 1950
As eleições estaduais no Rio Grande do Norte em 1950 aconteceram em 3 de outubro como parte das eleições no Distrito Federal, em 20 estados e nos territórios federais do Acre, Amapá, Rondônia e Roraima. Foram eleitos o governador Dix-Sept Rosado, o vice-governador Sílvio Pedrosa e o senador Kerginaldo Cavalcanti, além de sete deputados federais e trinta e quatro estaduais.
Nascido em Mossoró, o governador Dix-Sept Rosado descende de uma família política e antes de chegar ao Palácio Potengi via PR foi eleito prefeito de sua cidade natal em 1948. Sua gestão à frente do executivo potiguar, entretanto, foi abreviada em razão de sua morte em 12 de julho de 1951 num acidente aéreo nas cercanias de Aracaju quando se dirigia  ao Rio de Janeiro para uma audiência com o presidente Getúlio Vargas.
Diante de tal ocorrência, o governo do Rio Grande do Norte foi entregue ao advogado Sílvio Pedrosa. Nascido em Natal e formado na Universidade Federal do Rio de Janeiro, exerceu a profissão até ser nomeado para o Conselho Administrativo do estado em 1945 e no ano seguinte ascendeu à prefeitura da capital potiguar. Membro da Academia Norte-Rio-Grandense de Letras e da Sociedade Brasileira de Folclore, elegeu-se deputado estadual via PSD em 1947, alcançou o mandato de vice-governador em 1950 e nessa condição foi presidente da Assembleia Legislativa do Rio Grande do Norte. Seis meses depois de investido tornou-se governador do estado.
Natural de Natal, o advogado Kerginaldo Cavalcanti cursou a Universidade Federal do Ceará, mas regressou às terras potiguares ao eleger-se deputado estadual em 1918, um ano antes de se graduar. Compôs a seccional cearense da Ordem dos Advogados do Brasil, o Instituto dos Advogados Brasileiros, integrou a Associação Cearense de Imprensa e dirigiu a Gazeta de Notícias. De volta à capital potiguar, foi oficial de gabinete do governador Joaquim Ferreira Chaves, promotor de justiça e foi eleito deputado federal em 1933, ajudando a elaborar a Constituição de 1934. Diretor dos jornais A Notícia e A Imprensa, foi inspetor de ensino e consultor-geral do estado. Derrotado como candidato a senador via PRP em 1945, migrou para o PSP, todavia foi derrotado ao disputar a suplência de senador na chapa de Juvenal Lamartine de Faria em 1947. A morte de João Câmara em 12 de dezembro de 1948, resultaria na efetivação do general Fernandes Dantas, mas como este fora impugnado pelo Tribunal Superior Eleitoral por falhas no registro de sua candidatura, a bancada potiguar ficou incompleta até que Georgino Avelino, presidente em exercício do Senado Federal, valeu-se da presença de Kerginaldo Cavalcanti no Palácio Monroe e o empossou. Mesmo ilegal, pois o ungido fora suplente de uma chapa derrotada, sua investidura foi confirmada pelo TSE e assim o novo senador pôde ser reeleito em 1950.

## Resultado da eleição para governador
Foram apurados 170.138 votos nominais, 4.034 votos em branco (2,29%) e 1.802 votos nulos (1,03%) resultando no comparecimento de 175.974 eleitores.
| Candidatos a governador do estado | Candidatos a vice-governador | Número | Coligação                          | Votação | Percentual |
| --------------------------------- | ---------------------------- | ------ | ---------------------------------- | ------- | ---------- |
| Dix-Sept Rosado PR                | Ver abaixo -                 | -      | Aliança Democrática (PR, PSD, PSP) | 101.690 | 59,77%     |
| Manoel Varela de Albuquerque UDN  | Ver abaixo -                 | -      | União Popular (UDN, PST)           | 68.448  | 40,23%     |
| Fontes:                           |                              |        |                                    |         |            |

## Resultado da eleição para vice-governador
Foram apurados 169.951 votos nominais, 4.383 votos em branco (2,49%) e 1.640 votos nulos (0,93%) resultando no comparecimento de 175.974 eleitores.
| Candidatos a governador do estado | Candidatos a vice-governador | Número | Coligação                          | Votação | Percentual |
| --------------------------------- | ---------------------------- | ------ | ---------------------------------- | ------- | ---------- |
| Ver acima -                       | Sílvio Pedrosa PSD           | -      | Aliança Democrática (PR, PSD, PSP) | 101.001 | 59,43%     |
| Ver acima -                       | Duarte Filho UDN             | -      | União Popular (UDN, PST)           | 68.950  | 40,57%     |
| Fontes:                           |                              |        |                                    |         |            |

## Resultado da eleição para senador
Foram apurados 165.488 votos nominais, 8.791 votos em branco (5,00%) e 1.695 votos nulos (0,96%) resultando no comparecimento de 175.974 eleitores.
| Candidatos a senador da República | Candidatos a suplente de senador | Número | Coligação                          | Votação | Percentual |
| --------------------------------- | -------------------------------- | ------ | ---------------------------------- | ------- | ---------- |
| Kerginaldo Cavalcanti PSP         | Ver abaixo -                     | -      | Aliança Democrática (PR, PSD, PSP) | 93.897  | 56,74%     |
| Dinarte Mariz UDN                 | Ver abaixo -                     | -      | União Popular (UDN, PST)           | 71.591  | 43,26%     |
| Fontes:                           |                                  |        |                                    |         |            |

## Resultado da eleição para suplente de senador
Foram apurados 163.398 votos nominais, 10.824 votos em branco (6,15%) e 1.752 votos nulos (1,00%) resultando no comparecimento de 175.974 eleitores.
| Candidatos a senador da República | Candidatos a suplente de senador | Número | Coligação                          | Votação | Percentual |
| --------------------------------- | -------------------------------- | ------ | ---------------------------------- | ------- | ---------- |
| Ver acima -                       | Luis Lopes Varela PSP            | -      | Aliança Democrática (PR, PSD, PRP) | 93.793  | 57,40%     |
| Ver acima -                       | Genésio Cabral de Macedo UDN     | -      | União Popular (UDN, PST)           | 69.605  | 42,60%     |
| Fontes:                           |                                  |        |                                    |         |            |

## Deputados federais eleitos
São relacionados os candidatos eleitos com informações complementares da Câmara dos Deputados.

Representação eleita
  PSD: 3
  UDN: 3
  PR: 1

| Deputados federais eleitos | Partido | Votação | Percentual | Cidade onde nasceu | Unidade federativa  |
| José Arnaud                | PSD     | 14.049  |            | Santa Cruz         | Rio Grande do Norte |
| Dix-Huit Rosado            | PR      | 13.064  |            | Mossoró            | Rio Grande do Norte |
| Teodorico Bezerra          | PSD     | 12.812  |            | Santa Cruz         | Rio Grande do Norte |
| Mota Neto                  | PSD     | 12.436  |            | Mossoró            | Rio Grande do Norte |
| André Fernandes            | UDN     | 12.071  |            | Pau dos Ferros     | Rio Grande do Norte |
| Aluizio Alves              | UDN     | 11.435  |            | Angicos            | Rio Grande do Norte |
| José Augusto               | UDN     | 10.830  |            | Caicó              | Rio Grande do Norte |
| Fontes:                    |         |         |            |                    |                     |

## Deputados estaduais eleitos
Estavam em jogo trinta e quatro cadeiras na Assembleia Legislativa do Rio Grande do Norte.

Representação eleita
  PSD: 13
  UDN: 12
  PSP: 5
  PR: 2
  PTB: 2

| Deputados estaduais eleitos           | Partido | Votação | Percentual | Cidade onde nasceu      | Unidade federativa  |
| José Nicodemus da Silveira Martins    | PTB     | 3.299   | 1,87%      | Areia Branca            | Rio Grande do Norte |
| João da Mata Paiva                    | UDN     | 3.226   | 1,83%      | Natal                   | Rio Grande do Norte |
| Genésio Cabral de Macedo              | UDN     | 3.082   | 1,75%      | Natal                   | Rio Grande do Norte |
| Lauro Arruda Câmara                   | PSD     | 2.879   | 1,63%      | Nova Cruz               | Rio Grande do Norte |
| Aluísio Gonçalves Bezerra             | PSD     | 2.767   | 1,57%      | Santa Cruz              | Rio Grande do Norte |
| José Xavier da Cunha                  | UDN     | 2.714   | 1,54%      | Nísia Floresta          | Rio Grande do Norte |
| Francisco Dantas Guedes               | PSD     | 2.549   | 1,44%      | Mossoró                 | Rio Grande do Norte |
| Túlio Augusto Fernandes de Oliveira   | PSD     | 2.480   | 1,40%      | Jardim de Piranhas      | Rio Grande do Norte |
| Newton Pinto                          | PSD     | 2.479   | 1,40%      | Goianinha               | Rio Grande do Norte |
| Carlos Borges de Medeiros             | UDN     | 2.463   | 1,39%      | Caicó                   | Rio Grande do Norte |
| Raúl de França Alencar                | PSD     | 2.431   | 1,38%      | Guamaré                 | Rio Grande do Norte |
| Sebastião Maltez Fernandes            | PSP     | 2.356   | 1,33%      | Jucurutu                | Rio Grande do Norte |
| Abílio Medeiros                       | PR      | 2.322   | 1,31%      | São Gonçalo do Amarante | Rio Grande do Norte |
| Israel Ferreira Nunes                 | PSD     | 2.318   | 1,31%      | Mossoró                 | Rio Grande do Norte |
| Creso Bezerra de Melo                 | PSD     | 2.294   | 1,30%      | Pau dos Ferros          | Rio Grande do Norte |
| Mariano Coelho                        | UDN     | 2.280   | 1,29%      | Baraúna                 | Rio Grande do Norte |
| José Torquato de Figueiredo           | PSD     | 2.258   | 1,28%      | São Miguel              | Rio Grande do Norte |
| Francisco Bilac de Faria              | PSD     | 2.191   | 1,24%      | Apodi                   | Rio Grande do Norte |
| Alfredo Mesquita Filho                | PSD     | 2.189   | 1,24%      | Macaíba                 | Rio Grande do Norte |
| Cortez Pereira                        | UDN     | 2.176   | 1,23%      | Currais Novos           | Rio Grande do Norte |
| Odorico Ferreira de Souza             | UDN     | 2.123   | 1,20%      | Natal                   | Rio Grande do Norte |
| Jader Torquato do Rêgo                | UDN     | 2.121   | 1,20%      | Luís Gomes              | Rio Grande do Norte |
| Manoel Veras Saldanha                 | PSD     | 2.121   | 1,20%      | Campo Grande            | Rio Grande do Norte |
| Stoessel de Brito                     | UDN     | 2.102   | 1,19%      | Parnamirim              | Rio Grande do Norte |
| José Fernandes de Melo                | UDN     | 2.078   | 1,18%      | Currais Novos           | Rio Grande do Norte |
| José Patrício de Figueiredo Neto      | PSD     | 2.077   | 1,18%      | Alexandria              | Rio Grande do Norte |
| Francisco Teódulo Avelino             | PR      | 2.064   | 1,17%      | Macau                   | Rio Grande do Norte |
| Roberto Pereira Varela                | PSP     | 2.050   | 1,16%      | Ceará-Mirim             | Rio Grande do Norte |
| Ezequiel Epaminondas da Fonseca Filho | PSP     | 1.997   | 1,13%      | Assu                    | Rio Grande do Norte |
| Milton Ribeiro Dantas                 | UDN     | 1.958   | 1,11%      | Nísia Floresta          | Rio Grande do Norte |
| Francisco Sólon Sobrinho              | PSP     | 1.944   | 1,10%      | Areia Branca            | Rio Grande do Norte |
| Antônio Rodrigues de Carvalho         | PTB     | 1.943   | 1,10%      | Mossoró                 | Rio Grande do Norte |
| João Batista Borges Montenegro        | UDN     | 1.862   | 1,05%      | Assu                    | Rio Grande do Norte |
| João Neto Guimarães                   | PSP     | 1.595   | 0,90%      | Extremoz                | Rio Grande do Norte |
| Fontes:                               |         |         |            |                         |                     |